# Pierre Oriola
Pierre David Oriola Garriga, né le 25 septembre 1992 à Tàrrega (province de Lérida, Espagne), est un joueur espagnol de basket-ball qui joue aux postes d'ailier fort et de pivot. Il mesure 2,08 m.

## Biographie
Pierre Oriola remporte le championnat d'Espagne avec Valence en 2017.
Le 14 juillet 2017, il est recruté par le FC Barcelone.
En juillet 2020, Oriola signe un nouveau contrat pour quatre saisons avec le Barça. Le 28 août 2020, il devient capitaine de l'équipe.

### Équipe nationale
En août 2017, il est sélectionné par Sergio Scariolo pour l'Euro 2017.

## Palmarès
Avec Valence :
- Liga ACB : 2017

Avec Barcelone :
- Coupe d'Espagne : 2018, 2019, 2021, 2022
- Champion d'Espagne 2021

En sélection nationale :
- Médaille d'or à la Coupe du monde 2019 en Chine.